# راتبيك قاجي نيسانبيولي
راتبيك قاجي نيسانبيولي (القازاقية: Рәтбек қажы Нысанбайұлы) كان أول مفتي أعلى لكازاخستان، عيّنه الرئيس نور سلطان نزارباييف بشكل مثير للجدل . شغل منصب المفتي من 12 كانون الثاني 1990 إلى 24 حزيران 2000.

## روابط خارجية
- كازاخستان: الإسلام والدولة Geographic.org
- (بالروسية) راتبيك-كاجى نيسانباى-يولا: Испобедь EKS-Muftia Sozu musulman كازاخستان (اتحاد مسلمي كازاخستان)
- (بالروسية) راتبيك نيسانباي-yлы Continent.kz

| المناصب الروحية              | المناصب الروحية                      | المناصب الروحية           |
| ---------------------------- | ------------------------------------ | ------------------------- |
| سبقه لا أحد (المنصب لم يُنشأ) | المُفتي الأعلى لكازاخستان 1990 – 2000 | تبعه عبد الستار دربيس علي |